# Bergfriedhof Ruhpolding

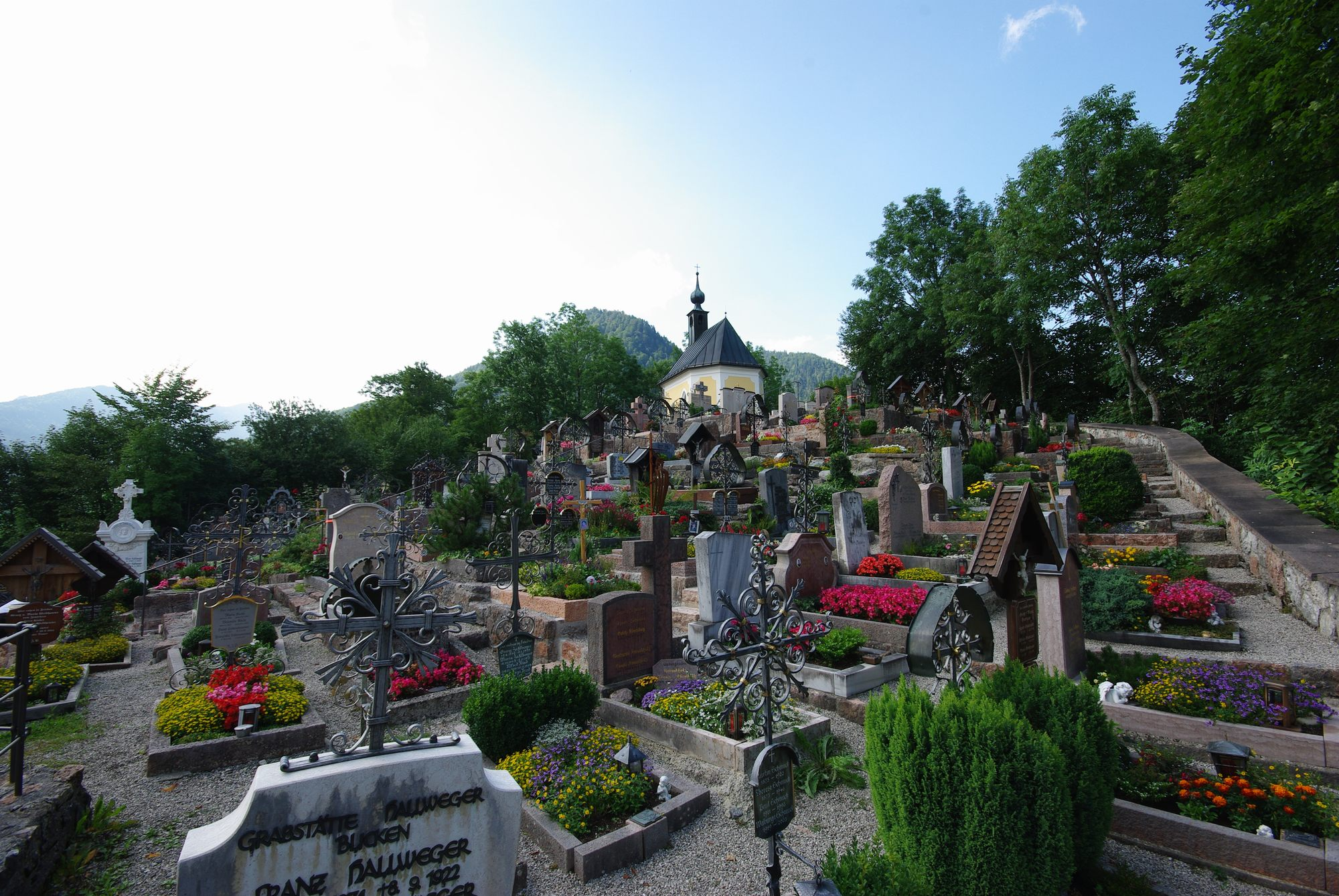
Bergfriedhof in Ruhpolding

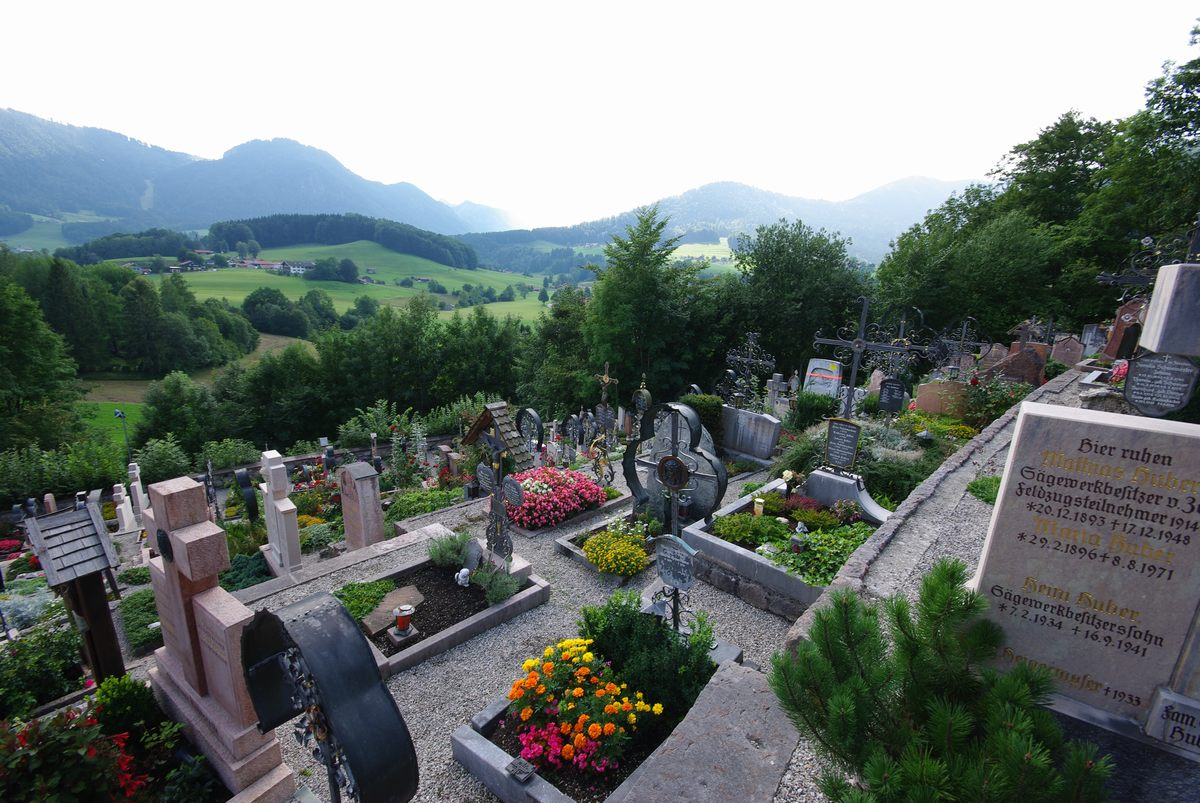
Blick über den Friedhof nach Südwesten

Der Bergfriedhof ist ein Friedhof in der oberbayerischen Gemeinde Ruhpolding.
Der alte Teil des Bergfriedhofs steht unter Denkmalschutz und ist unter der Nummer D-1-89-140-15 in die Bayerische Denkmalliste eingetragen. Untertägige mittelalterliche und frühneuzeitliche Befunde im Bereich des Friedhofs und der Pfarrkirche sind als Bodendenkmal unter der Nummer D-1-8241-0003 ebenfalls in die Denkmalliste eingetragen.

## Geschichte

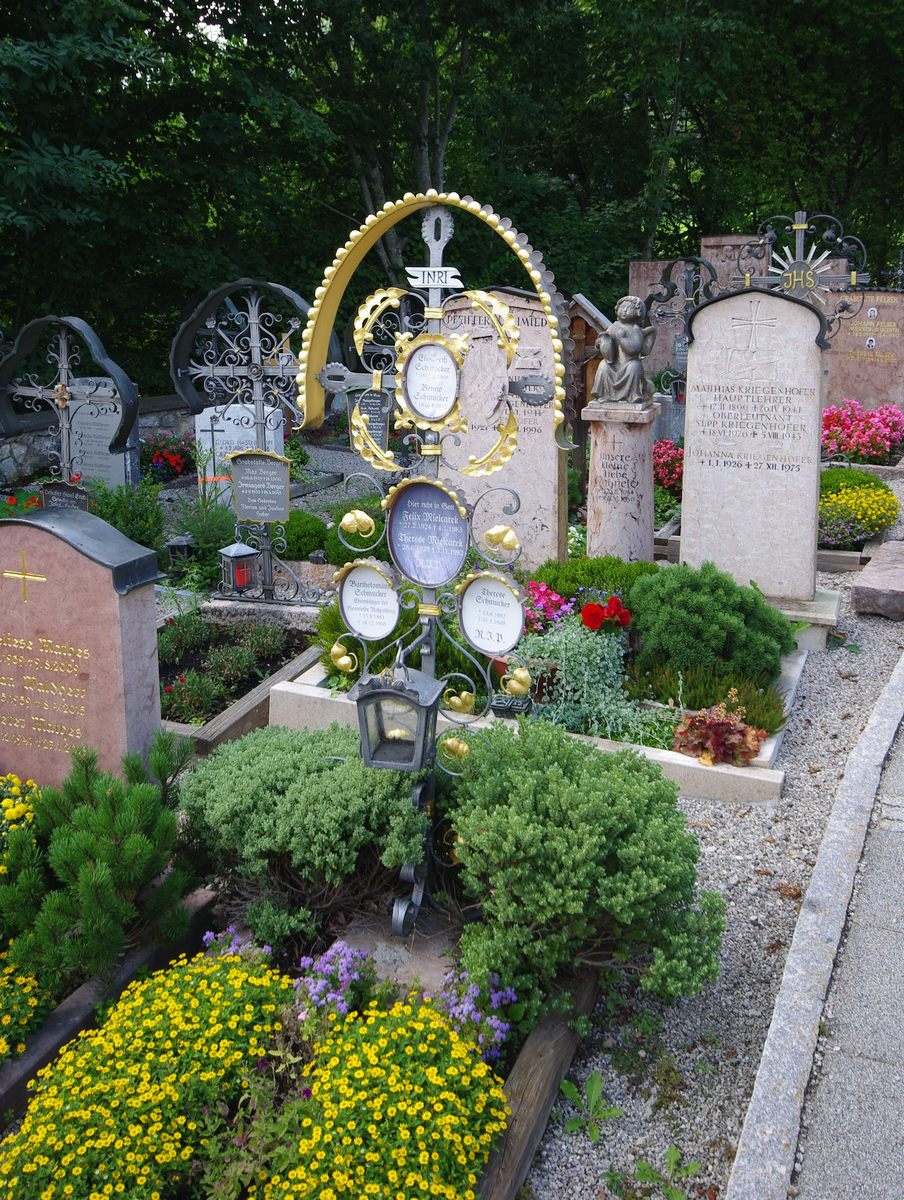
Geschmiedetes Grabdenkmal

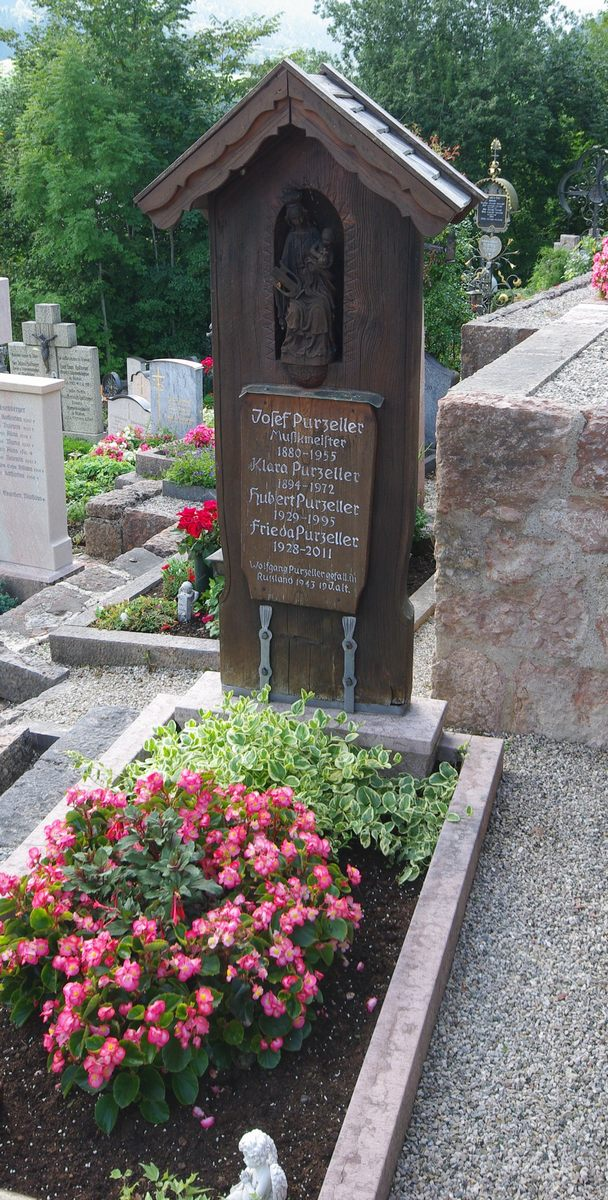
Geschnitztes Grabdenkmal

Bereits bevor man 1738 mit dem Bau der Georgskirche begann, befand sich der Friedhof von Ruhpolding an exakt der Stelle, an der auch heute noch der Bergfriedhof ist. An Stelle der Seelenkapelle stand auf dem höchsten Punkt des Friedhofs eine gotische Pfarrkirche, die im frühen 18. Jahrhundert jedoch baufällig geworden war und die man vor dem Baubeginn der neuen Pfarrkirche abtrug. Diese gotische Pfarrkirche hatte ein kleines Kirchlein als Vorgänger, das laut Überlieferung gegen Ende des 11. Jahrhunderts von Erzbischof Thiemo von Salzburg (1090–1098) geweiht worden war. Neben dem schlechten Zustand der alten gotischen Kirche waren Beschwerden der Ruhpoldinger Bevölkerung mit dafür verantwortlich, dass man damals sowohl den Neubau der Kirche als auch die Neugestaltung des Friedhofes in Angriff nahm. Damals wurden Verstorbene oft nur in Leinentüchern und mit wenig Erde bedeckt bestattet. In einem Bittschreiben richtete sich die Pfarrgemeinde an die Obrigkeit und prangerte die unzumutbaren Zustände auf dem Friedhof an. In diesem Schreiben ist zu lesen, „dass es unzumutbar sei, dass die Gebeine freilägen und der Gestank der Toten auch nicht mehr auszuhalten“ sei. Es wurde auch der Wunsch nach einer Mauer und festen Wegen auf dem Friedhof geäußert. Die Obrigkeit gab schließlich nach und so wurde die Neugestaltung des Friedhofes und der Bau der neuen Pfarrkirche in Angriff genommen.
Die heutige Friedhofsmauer stammt aus dem Jahr 1776.
Im 20. Jahrhundert wurde der Friedhof erweitert. Zuvor wurden ungetaufte und „andersgläubige“ Personen in einer eigenen Ecke bestattet, nach der Erweiterung umschloss die Mauer auch diesen Bereich. Heute gibt es weitere Gräber außerhalb der Friedhofsmauern, diese schließen westlich an den Bergfriedhof an und liegen etwa auf dem Niveau der heutigen Pfarrkirche.

## Beschreibung
Der Bergfriedhof in Ruhpolding liegt auf einer felsigen Anhöhe oberhalb der Gemeinde direkt bei der Pfarrkirche St. Georg. Die Anlage ist terrassenartig in den Berghang gebaut und am höchsten Punkt befindet sich die Seelen- bzw. Gruftkapelle. Neben herkömmlichen Grabsteinen – einige davon schuf der Künstler und Bildhauer Andreas Schwarzkopf – finden sich kunstvoll geschmiedete oder geschnitzte Grabdenkmäler. Bedingt durch die Lage und die beengten Platzverhältnisse ist auf dem Bergfriedhof an einige Stellen Trittsicherheit und eine gute körperliche Verfassung gefragt. Trotzdem herrscht rege Nachfrage nach Grabstellen auf dem Bergfriedhof, weshalb eine Warteliste geführt wird.

## Weitere Baudenkmäler

### Friedhofs- oder Gruftkapelle
Die Seelenkapelle wurde 1758 durch den Maurermeister Gotsmann an der Stelle errichtet, wo zuvor die gotische Pfarrkirche stand. 1957 wurde sie zur Ruhpoldinger Gruftkapelle umgestaltet. Die Gruft wurde in den harten Fels gesprengt und mit Marmorplatten abgedeckt.
Die Innengestaltung der Gruftkapelle ist schlicht. Das Mittelstück bildet ein 2,8 Meter großer Marmorblock, aus dem der Traunsteiner Bildhauer Zerle nach dem Vorbild eines Reliefs aus Seeon einen Pilger ausgehauen hat. Der Pilger schreitet in einem gotischen Pilgergewand über die Bühne des Lebens, in der Rechten den Pilgerstab und in der Linken einen Rosenkranz. Der Pilger wird von zwei Marmortafeln flankiert. Auf der linken finden sich die Namen der Ruhpoldinger Pfarrer auf der rechten die Namen derer, die in der Gruft bestattet wurden.
Die Kapelle steht – wie auch der Friedhof – unter Denkmalschutz, die Aktennummer lautet D-1-89-140-11.

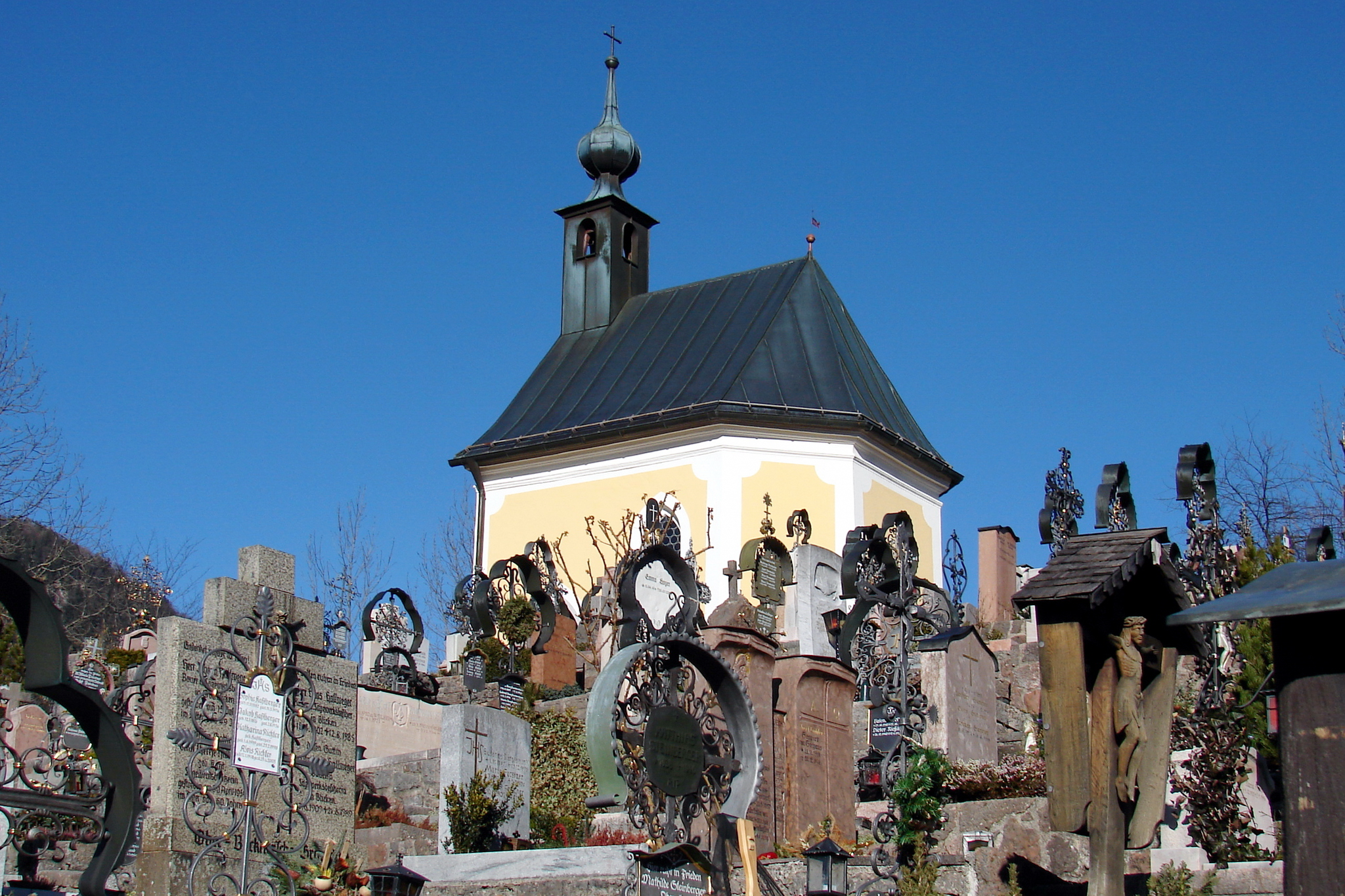
Friedhofskapelle
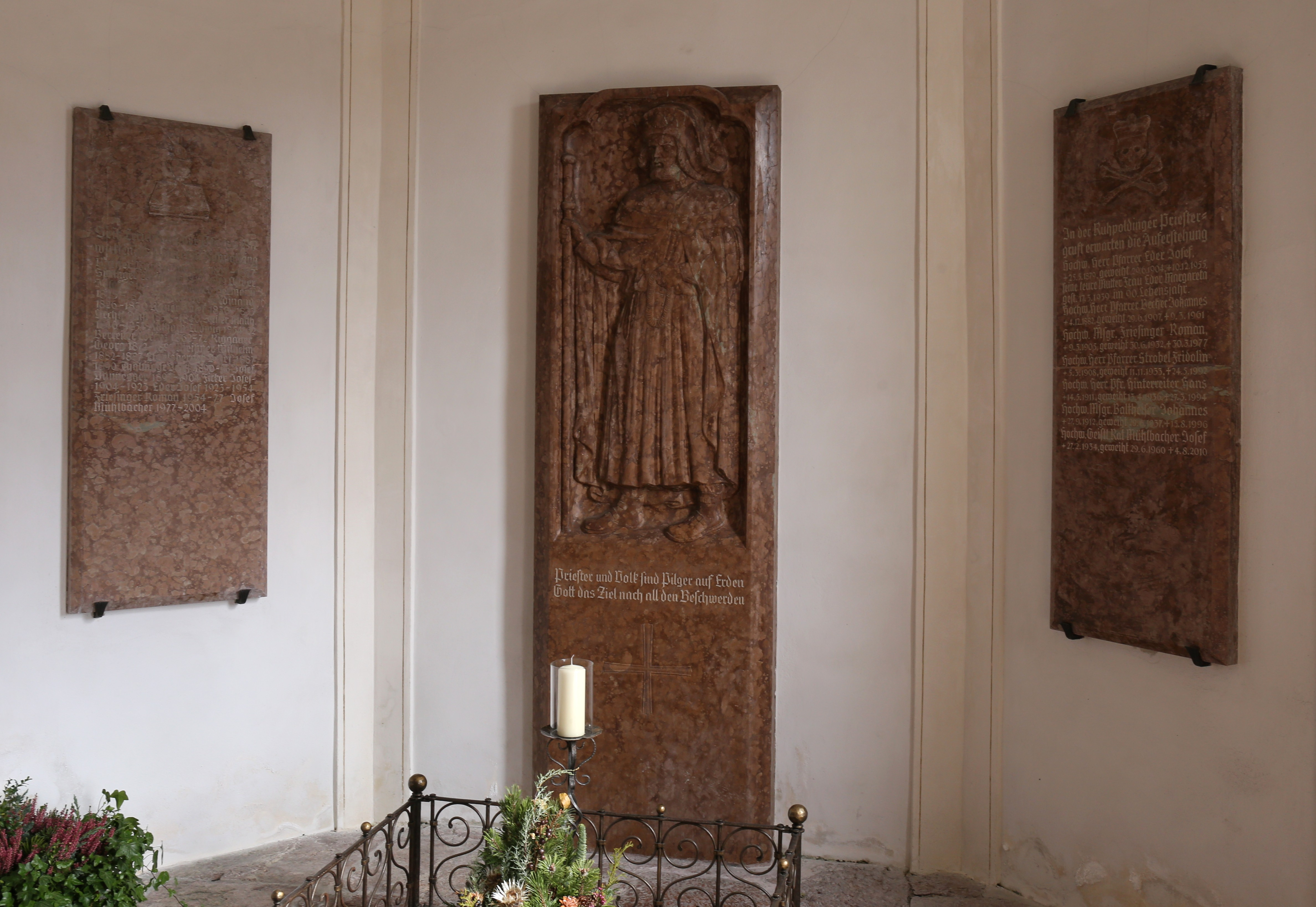
Marmorrelief
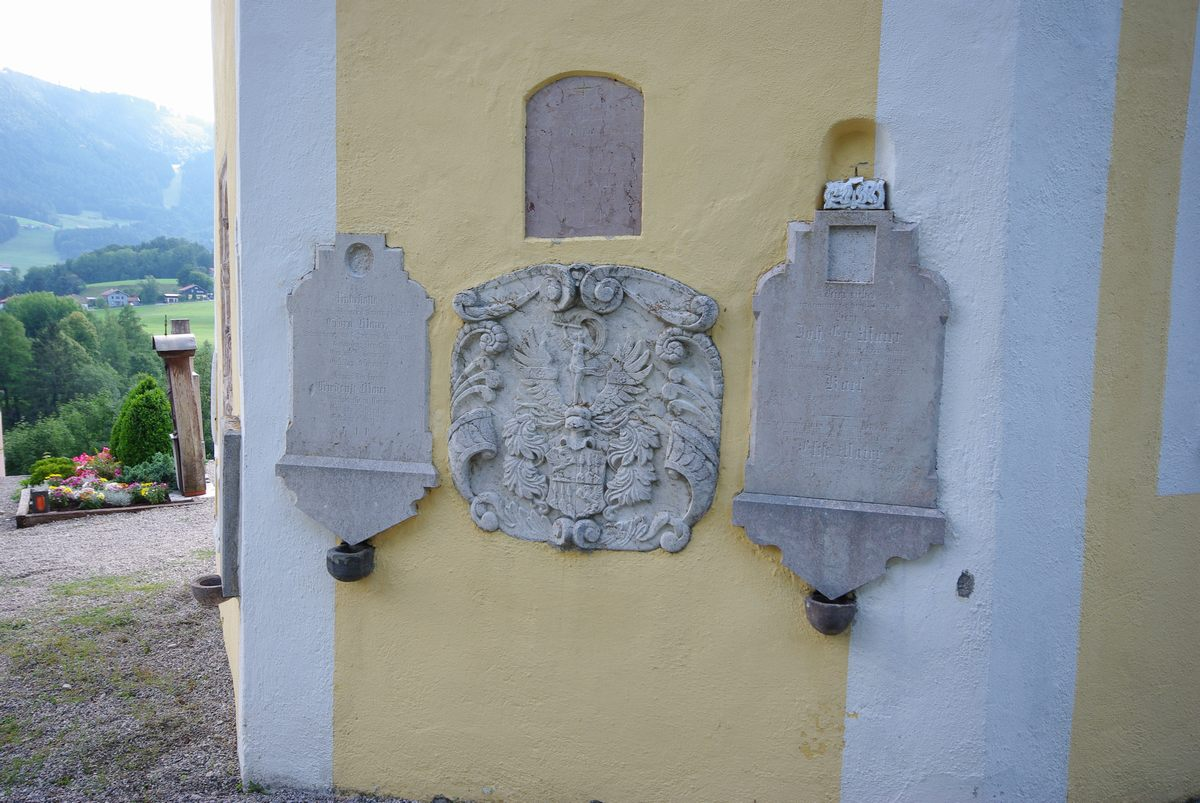
Grabplatten an der Außenmauer

### Grabkapelle
Die Grab- oder Gruftkapelle der Familie Zeller befindet sich direkt am Zugang zum Friedhof innerhalb der Mauer auf der rechten Seite. Die Kapelle wurde im zweiten Viertel des 19. Jahrhunderts erbaut und ist als Einzeldenkmal unter der Nummer D-1-89-140-12 in die Denkmalliste eingetragen.

### Drei Steinkreuze
Rechts neben der Treppe, die zum Eingang des Friedhofs führt, befinden sich zwei Steinkreuze, ein weiteres befindet sich neben der Friedhofskapelle. Die Kreuze bestehen aus Rotmarmor, entstanden im 16. oder 17. Jahrhundert und sind unter der Nummer D-1-89-140-14 ebenfalls in die Denkmalliste eingetragen.

### Marienfigur
An einer Linde nordöstlich der Pfarrkirche am Fuß der Treppe, die zum Friedhof führt, befindet sich eine barocke Marienfigur in einem hölzernen Gehäuse, das mit dem Jahr 1932 bezeichnet ist. Die Figur steht ebenfalls unter Denkmalschutz, die Aktennummer lautet D-1-89-140-16.

### Kriegergedächtniskapelle
Die Kriegergedächtniskapelle, die zwischen 1920 und 1923 errichtet wurde, befindet sich am Osthang des Friedhofsberges an einem der Fußwege zum Friedhof. Auf mehreren Tafeln sind die Ruhpoldinger Bürger aufgeführt, die im Deutsch-Französischen Krieg sowie in den beiden Weltkriegen gefallen sind. Die Kapelle ist ebenfalls ein Baudenkmal und ist mit der Nummer D-1-89-140-13 in die Bayerische Denkmalliste eingetragen.

### Bildstock
Östlich direkt neben der Pfarrkirche und damit auch in unmittelbarer Nähe des Bergfriedhofes befindet sich ein Bildstock, der vermutlich im 16. Jahrhundert entstanden ist. Der große Pfeiler mit dem Bildnis des heiligen Korbinian ist aus Rotmarmor gearbeitet und weist eine seltene Ornamentierung auf. Die Denkmalnummer des Bildstocks lautet D-1-89-140-17.

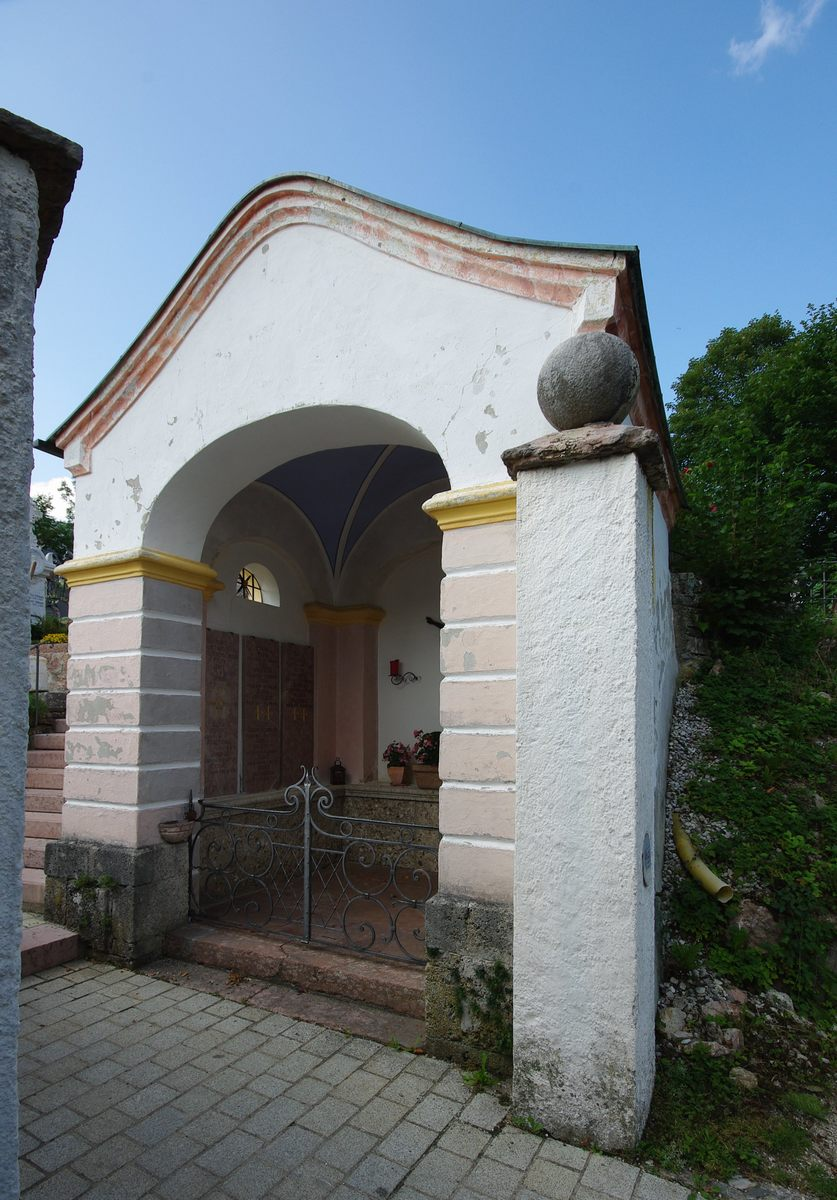
Grabkapelle Familie Zeller
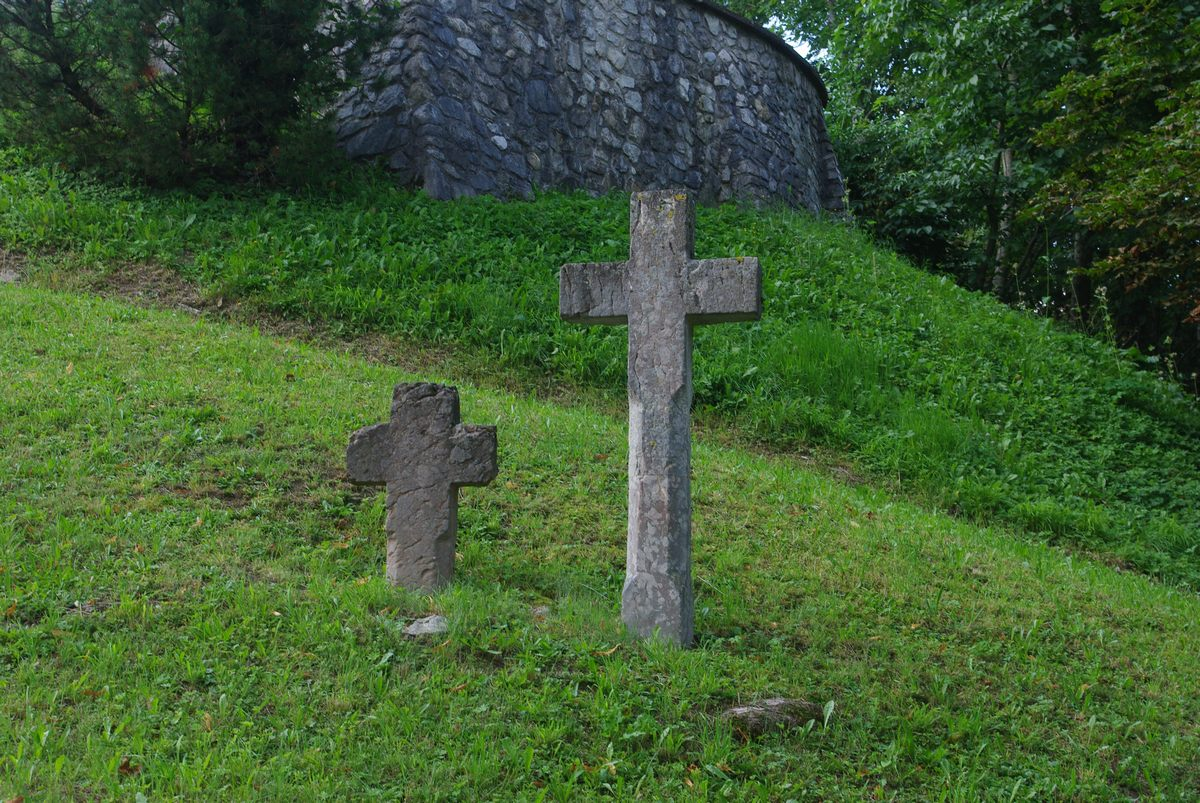
Zwei der drei Steinkreuze
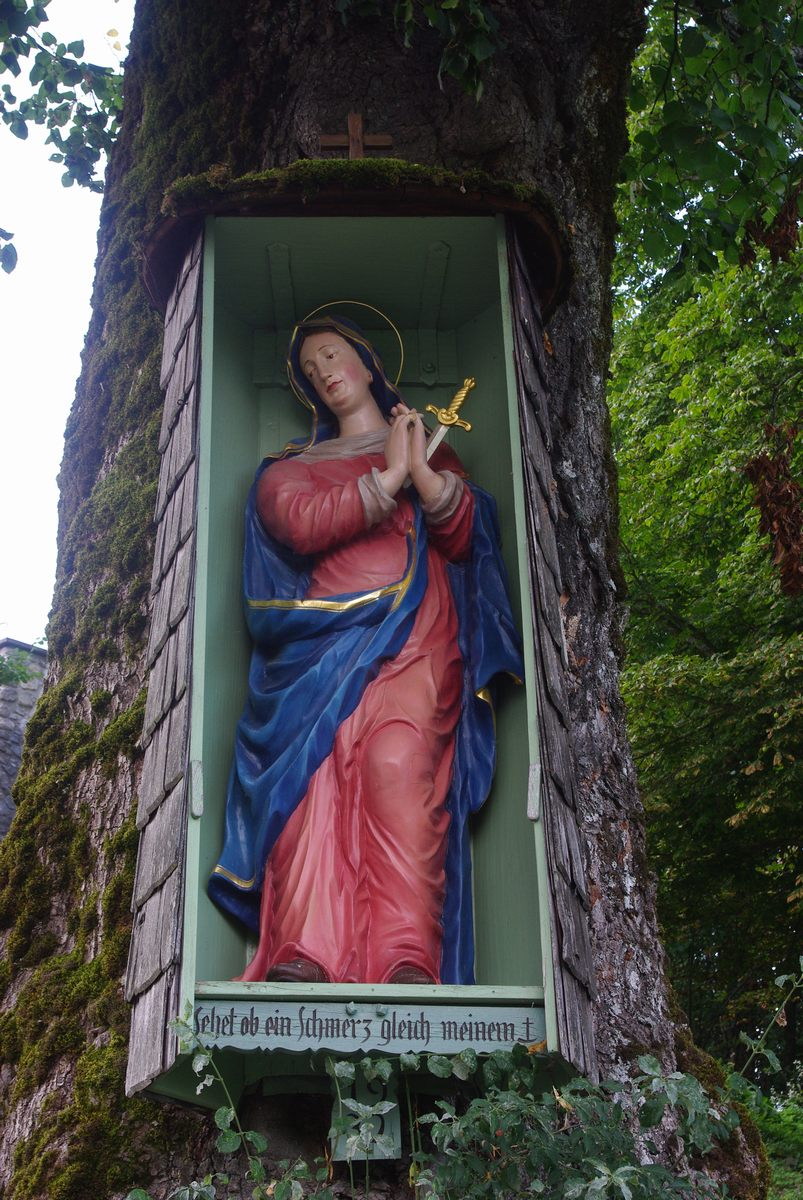
Marienfigur
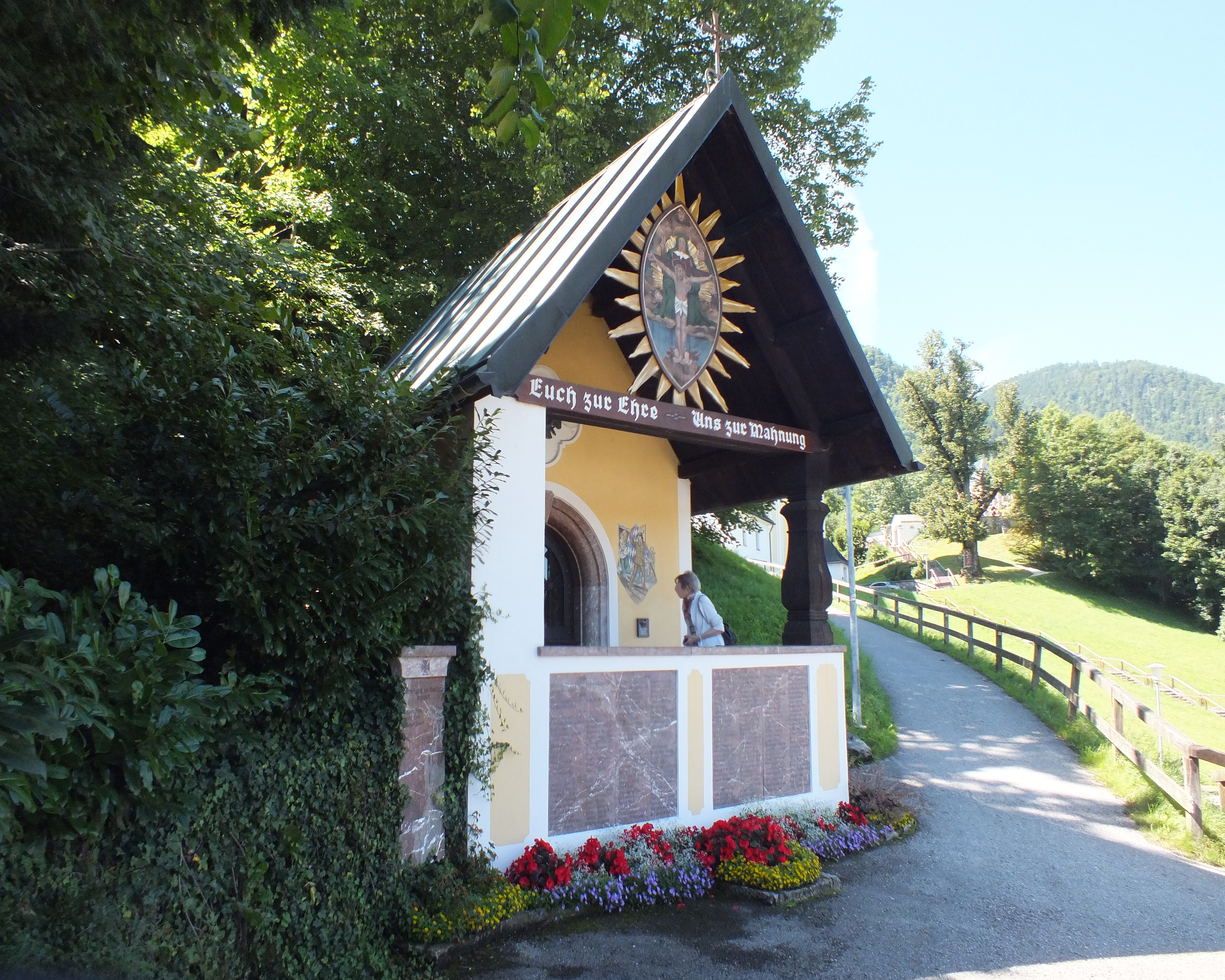
Kriegergedächtniskapelle
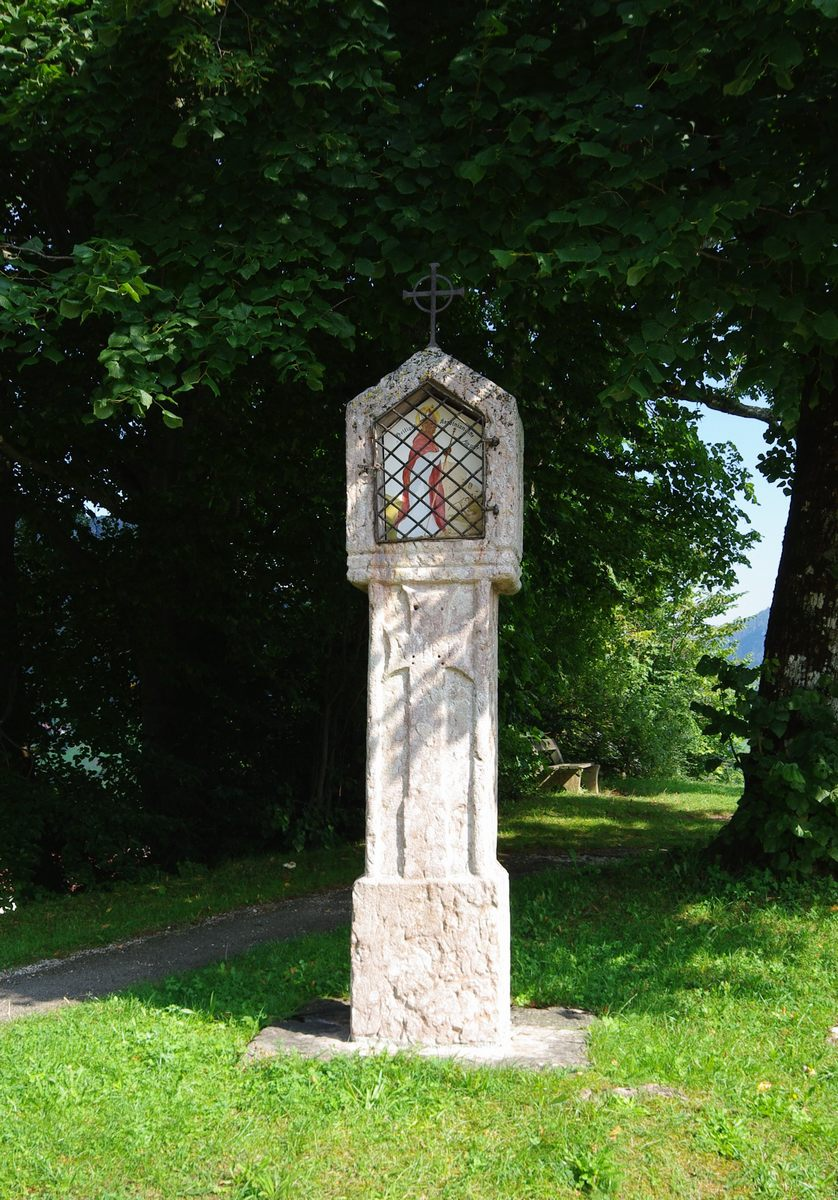
Bildstock

## Filmkulisse
Der Ruhpoldinger Bergfriedhof diente für den Film Wer früher stirbt ist länger tot von Marcus H. Rosenmüller als Filmkulisse. Die Aufnahmen auf dem Friedhof und am Grab der Mutter von Sebastian entstanden am Friedhof bei der Kirche St. Margarethen in Brannenburg. Mehrere Szenen vom Weg zum Friedhof wurden in Ruhpolding gedreht. Einmal legt Sebastian (gespielt von Markus Krojer) sein Fahrrad direkt an der Linde mit der Figur der Schmerzhaften Muttergottes ab, ein anderes Mal sieht man ihn die Treppen zum Friedhof hinaufeilen und auch die Szene, in der er beinahe mit seiner Lehrerin (gespielt von Jule Ronstedt), die mit dem Fahrrad den Berg hinabfährt, zusammenstößt, wurde an gleicher Stelle gedreht.

## Lage
Der Bergfriedhof befindet sich am oberen Ende des Gunezrhainerwegs auf einer Anhöhe oberhalb des Gemeindezentrums von Ruhpolding und schließt direkt an die Georgskirche an. Mit dem Auto kann man den Friedhof nur von Süden über den Gunezrhainerweg erreichen. Von Westen, Norden und Osten führen Fußwege zum Friedhof und zur Kirche.
Südlich unterhalb des Bergfriedhofs befindet sich der neue Friedhof.